# Heze
Heze (cinese: 菏泽; pinyin: Hézé) è una città-prefettura della Cina nella provincia dello Shandong.
Il nome antico era Caozhou 曹州, ed ancor oggi la città vecchia è chiamata così.
Località famosa per la pratica del Kungfu Wushu in particolare dello stile Meihuaquan. Nodo ferroviario sulla linea Pechino- Shenzen. Al confine con l'area amministrativa di Jining, a ovest confina con la Provincia di Henan, a sud con quella di Anhui, ad est con quella di Jiangsu

## Geografia antropica

### Suddivisioni amministrative
La prefettura di Heze amministra 9 aree:
- Distretto di Mudan (牡丹区)
- Distretto di Dingtao (定陶县)
- Contea di Cao (曹县)
- Contea di Chengwu (成武)
- Contea di Shan (单县)
- Contea di Juye (巨野)
- Contea di Yuncheng (郓城)
- Contea di Juancheng (鄄城)
- Contea di Dongming (东明)

Queste sono poi suddivise in 158 altre aree politico amministrative che presiedono villaggi e piccole città.

## Storia
La civilizzazione di Heze ha origine nell'era Neolitica, tanto che sono stati ritrovati resti databili alla fine di quest'era appartenuti alla Civiltà Longshan . Secondo le leggende alcuni personaggi dell'antichità si sarebbero fermati qui a vivere: Tang Yao 唐尧, Yu Shun 虞舜, Da Yu 大禹.
Storicamente Heze è stata costruita 1700 anni avanti Cristo.
Durante la dinastia Shang si trovò al confine fra tre stati: Shenguo 莘国 (nell'area attualmente coperta da Dingtao e Caoxian), Guguo 顾国, Liguo 黎国 (oggi occupata dalle contee di Juancheng e Yuncheng).
Durante la dinastia Zhou occidentale subisce un'ulteriore frammentazione e si creano i seguenti stati: Caoguo 曹国, con capitale Dingtao; Gaoguo 郜国; Xujuguo 须句国; Luguo 鲁国; Weiguo 卫国; Songguo 宋国; che erano aree sottoposte all'autorità di un magistrato.
Durante il periodo delle primavere e degli autunni Songguo, Luguo e Weiguo erano rimasti gli unici tre regni.

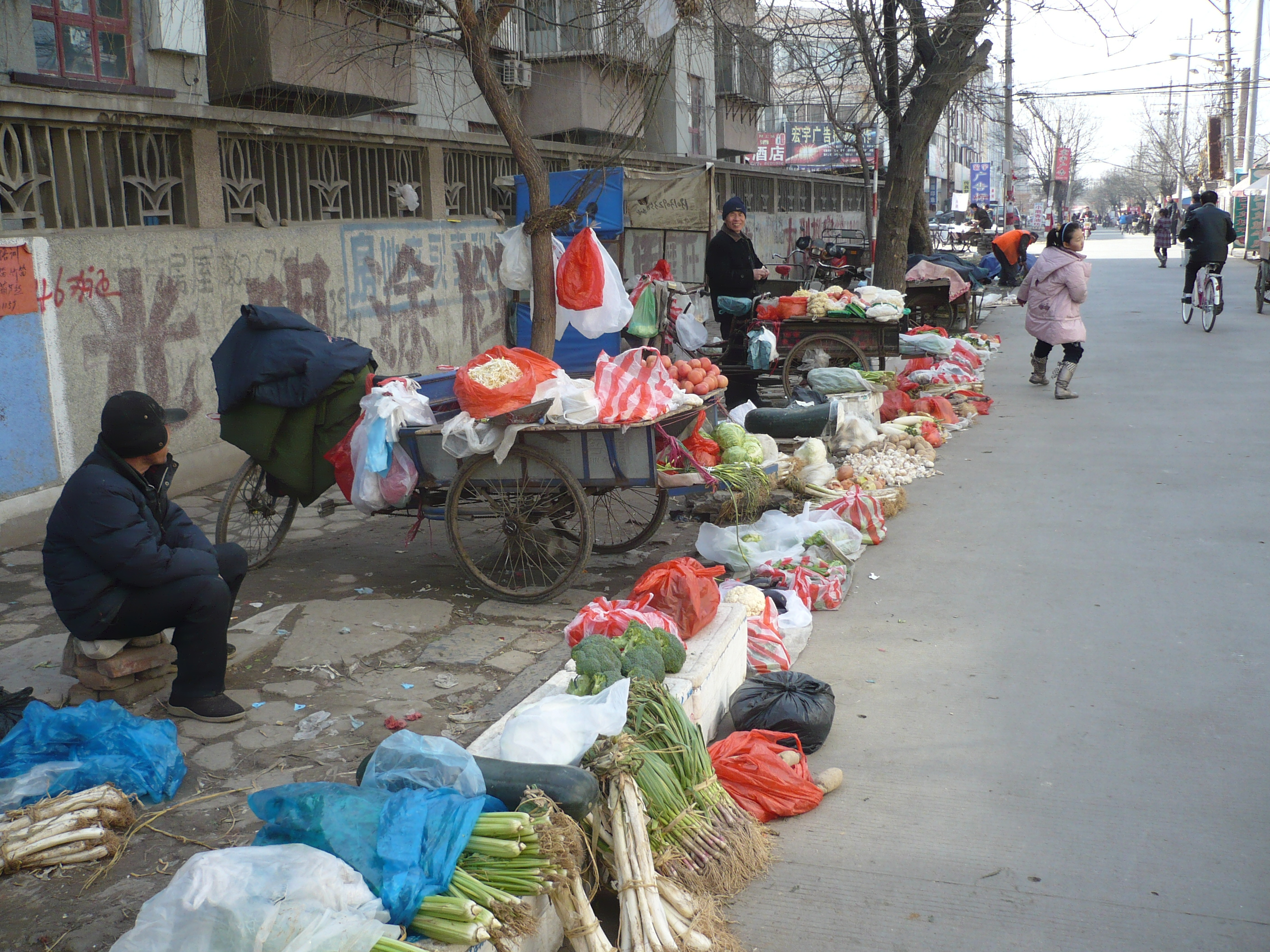
Mercato orto frutticolo per le vie di Heze

### Discendenti di Confucio
Durante la compilazione di un nuovo registro genealogico della famiglia di Confucio (famiglia Kong) 600 persone di cognome Qu, provenienti da Heze hanno reclamato di essere appartenenti alla discendenza del grande saggio. Dagli studi che ne sono seguiti si è dimostrato che il successore cinquantanovesima generazione Kong Yanling fu aiutato da Qu Yaotian e per dimostrargli gratitudine, gli diede in adozione uno dei propri figli che cambiò cognome in Qu. Da qui la discendenza in Heze con un cognome differente.

### Recenti Scavi Archeologici
Nel 2010 sono stati scoperti i resti di una nave mercantile risalente all'epoca della dinastia Yuan. La nave restaurata e numerosi reperti sono esposti nel Museo cittadino (Heze Bowuguan, 菏泽博物馆).

## Economia

### Coltivazioni di peonia
Heze è il centro più importante in Cina per la coltivazione della Peonia, che è "Fiore Nazionale", e per questo il distretto è chiamato Mudan.
Secondo il libro Heze Zuyou Shouce si coltivano peonie di otto colorazioni principali: giallo, rosso, bianco, azzurro, nero, verde, rosa e violetto. Sempre lo stesso libercolo riporta che nel 1982 è stato creato un parco dedicato alla produzione della Peonia, il Caozhou Mudan Yuan (曹洲牡丹园), interessante per una visita durante il periodo della fioritura tra aprile e maggio.

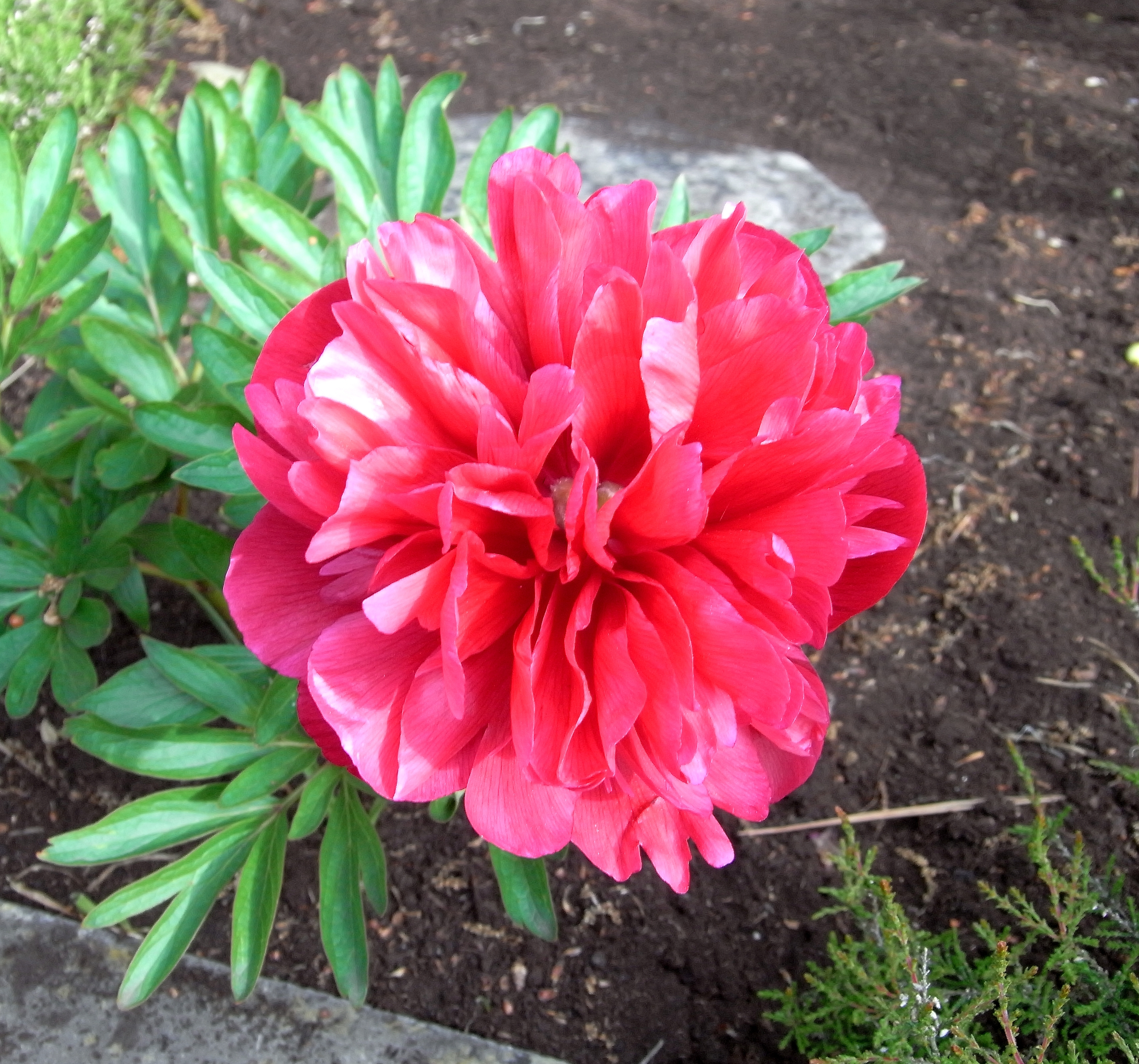
Peonia

### Produzione elettrica
Questa cittadina è inoltre sede di importanti impianti di produzione di energia termo-elettrica.

## Cultura

### Cucina
Heze, come ogni località cinese, possiede una cucina tipica. Tra le ricette del luogo spiccano:
- Caozhou Shuijianbaoun: tipo di panini ripieni cotti nell'acqua e nell'olio;
- Shanxian Yangrou Tang: una zuppa a base di carne e latte di pecora che si mangia a colazione.